# Hochkarspitze
Hochkarspitze är en bergstopp i Österrike, på gränsen till Tyskland. Den ligger i den västra delen av landet, 400 km väster om huvudstaden Wien. Toppen på Hochkarspitze är 2 482 meter över havet, eller 1 055 meter över den omgivande terrängen. Bredden vid basen är 10,4 km.
Terrängen runt Hochkarspitze är bergig åt sydost, men åt nordväst är den kuperad. Närmaste större samhälle är Seefeld in Tirol, 18,0 km sydväst om Hochkarspitze. 
Trakten runt Hochkarspitze består i huvudsak av gräsmarker. Runt Hochkarspitze är det ganska tätbefolkat, med 166 invånare per kvadratkilometer.